# Guillaume du Tournel
Guillaume du Tournel (bl. um 1220) war ein französischer Adliger, Militär und Marschall.

## Leben
Guillaume du Tournel wird etwa im März 1221 als Marschall genannt. Er war der Nachfolger von Henri I. Clément, der 1214 gestorben war und der Vorgänger von dessen Sohn Jean III. Clément, der zwar unmittelbar nach dem Tod seines Vaters selbst zum Marschall von Frankreich erhoben wurde, dieses Amt aufgrund seiner Jugend aber erst ab 1225 ausüben konnte.
Guillaume du Tournels Vater war Philippe du Tournel, der wohl identisch ist mit Philippe du Tournel, genannt Clément, der 1177/79 als Marschall bezeugt ist. Philippe du Tournel, genannt Clément, wiederum war wohl der jüngere Bruder von Robert III. Clément, dem Sohn von Robert II. Clément und Mahaud de Tourneau (Tournel) – und Philippe und Guillaume du Tournel trugen den Namen der Mutter bzw. Großmutter, üblichwerweise, weil sie deren Erben waren. Guillaume führte zudem bei seiner Erwähnung (also etwa im März 1221) das Wappen der Familie Clément.
Guillaume du Tournel war demnach derjenige einzige (weltliche) Angehörige der Familie Clément, der (stellvertretend) das Amt des Marschalls von Frankreich ausüben konnte, bis es möglich war, den vorgesehenen Übergang von Henri Clément auf Jean Clément tatsächlich zu vollziehen.

## Ehe und Familie
Guillaume du Tournel war verheiratet mit Marguerite, wohl eine Tochter von Aubri II. de Dammartin und Mahaut de Clermont (Haus Mello). Ihre Kinder waren:
- Gilles du Tournel († 30. Dezember 1262), Archidiakon an der Kathedrale Saint-Étienne von Sens und Kanoniker an der Kathedrale Sainte-Croix von Orléans
- Philippe du Tournel († 1263), Chevalier